# Sarıtekke, Şarkışla
Sarıtekke là một xã thuộc huyện Şarkışla, tỉnh Sivas, Thổ Nhĩ Kỳ. Dân số thời điểm năm 2011 là 59 người.